# Conioscinella subsetosa
Conioscinella subsetosa är en tvåvingeart som beskrevs av Oswald Duda 1933. Conioscinella subsetosa ingår i släktet Conioscinella och familjen fritflugor. Inga underarter finns listade i Catalogue of Life.